# 血管紧张素受体
血管紧张素受体（英語：angiotensin receptors）是以血管紧张素作为配体的G蛋白偶联受体。它是肾素-血管紧张素系统的重要组成部分。

## 亚型
| Receptor | Mechanism      |
| AT1      | - Gq/11 - Gi/o |
| AT2      | - Gi2 / 3      |
| AT3      |                |
| AT4      |                |
| -------- | -------------- |

血管紧张素受体主要包括1型受体（angiotensin type 1 receptor, AT1 receptor）和2型受体（angiotensin type 2 receptor, AT2 receptor），此外还有3型和4型受体。AT1和AT2仅有约30%的序列相同，但血管紧张素II作为其主要配体，与二者有相近的亲和力。

### AT1受体
AT1受体是被研究最清楚的血管紧张素受体。

#### 机制
AT1受体被血管紧张素II激活后，通过偶联的Gq/11和Gi/o激活磷脂酶C（phospholipase C, PLC）并升高胞浆Ca2+离子浓度，进而激活一系列细胞反应，如：蛋白激酶C（protein kinase C，PKC）。激活的受体亦能抑制腺苷酸环化酶（adenylate cyclase）或激活一些酪氨酸激酶（tyrosine kinase）。

#### 作用
AT1受体激活可引起血管收缩，醛固酮合成和分泌，增加血管升压素分泌，心肌肥厚，外周去甲肾上腺素活动度升高，血管平滑肌细胞增生，肾血流减少，抑制肾素分泌，肾小管重吸收钠增加，调节交感神经活动度、心脏收缩能力、中枢渗透压感受器和细胞外基质合成。

### AT2受体
AT2在胎儿和新生儿体内大量表达。其作用包括：抑制细胞生长、胎儿组织发育，调节细胞外基质、神经元再生、细胞分化和凋亡。也可能有血管舒张作用。

### AT3和AT4受体
对于AT3和AT4受体，目前还知之甚少。AT4受体可以被血管紧张素II的分解产物血管紧张素IV激活，可能在中枢神经系统发挥细胞外基质调节作用。